# Tricharina
Tricharina of Pelsbekertje is een geslacht van schimmels behorend tot de familie Pyronemataceae. De wetenschappelijke naam van het geslacht werd voor het eerst in 1968 geldig gepubliceerd door Finn-Egil Eckblad.

## Soorten
Volgens Index Fungorum bestaat het geslacht uit 16 soorten (peildatum maart 2022):
| Soortnaam                                     | Auteur(s)                             | Publicatiejaar |
| --------------------------------------------- | ------------------------------------- | -------------- |
| Tricharina aethiopica                         | U. Lindem.                            | 2017           |
| Tricharina cretea                             | (Cooke) K.S. Thind & Waraitch         | 1971           |
| Tricharina flava                              | (Fuckel) J. Moravec                   | 1990           |
| Tricharina gilva (Izabelkleurig pelsbekertje) | (Boud. ex Cooke) Eckblad              | 1968           |
| Tricharina glabra                             | U. Lindem. & Böhning                  | 2016           |
| Tricharina groenlandica                       | Dissing, Chin S. Yang & Korf          | 1985           |
| Tricharina hiemalis                           | Chin S. Yang & Korf                   | 1985           |
| Tricharina indica                             | Van Vooren & U. Lindem.               | 2019           |
| Tricharina japonica                           | Chin S. Yang & Korf                   | 1985           |
| Tricharina mariae                             | (Svrček) Svrček                       | 1981           |
| Tricharina ochroleuca (Roomwit pelsbekertje)  | (Sacc.) Eckblad                       | 1968           |
| Tricharina pallidisetosa                      | (E.K. Cash) K.S. Thind & S.C. Kaushal | 1980           |
| Tricharina praecox (Vroeg pelsbekertje)       | (P. Karst.) Dennis                    | 1971           |
| Tricharina striispora                         | Rifai, Chin S. Yang & Korf            | 1985           |
| Tricharina subglobispora                      | Svrček                                | 1974           |
| Tricharina tophiseda                          | Matočec & I. Kušan                    | 2015           |